# Теодор Шторм

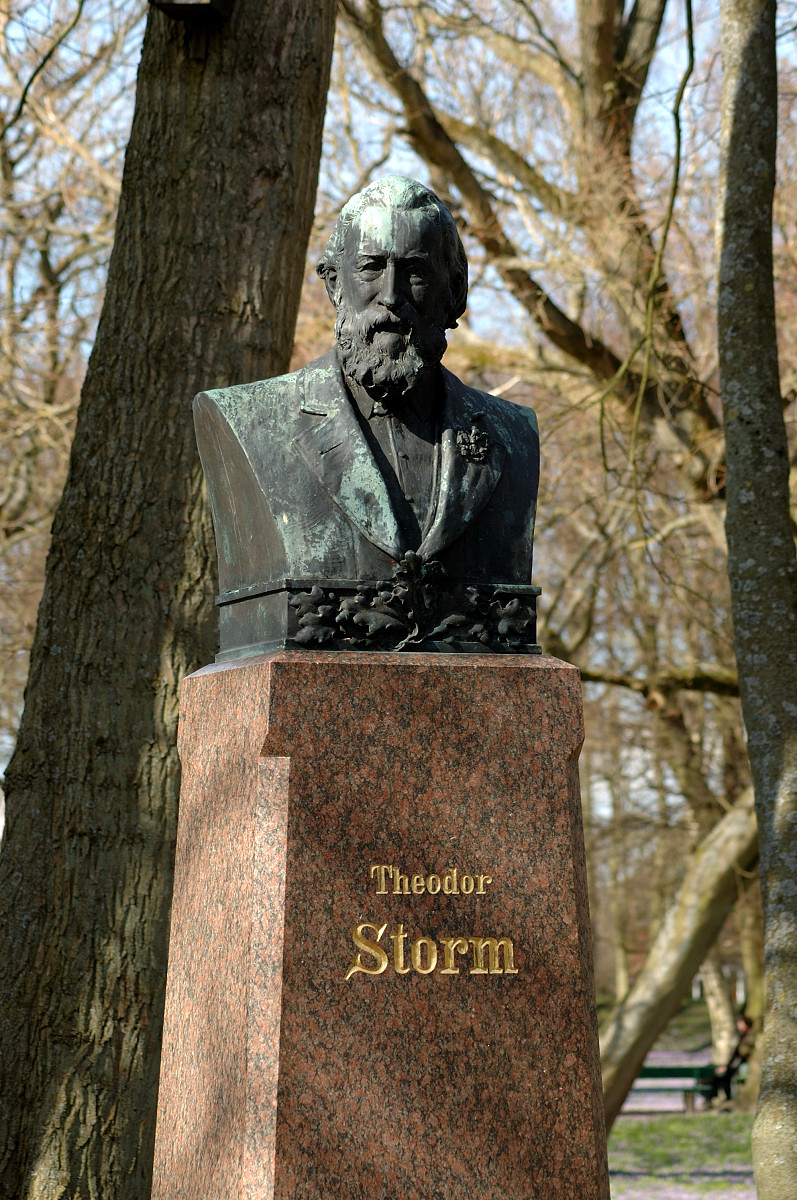
Бюст Штормовий бюст Адольфа Брютта в парку замку Гузум

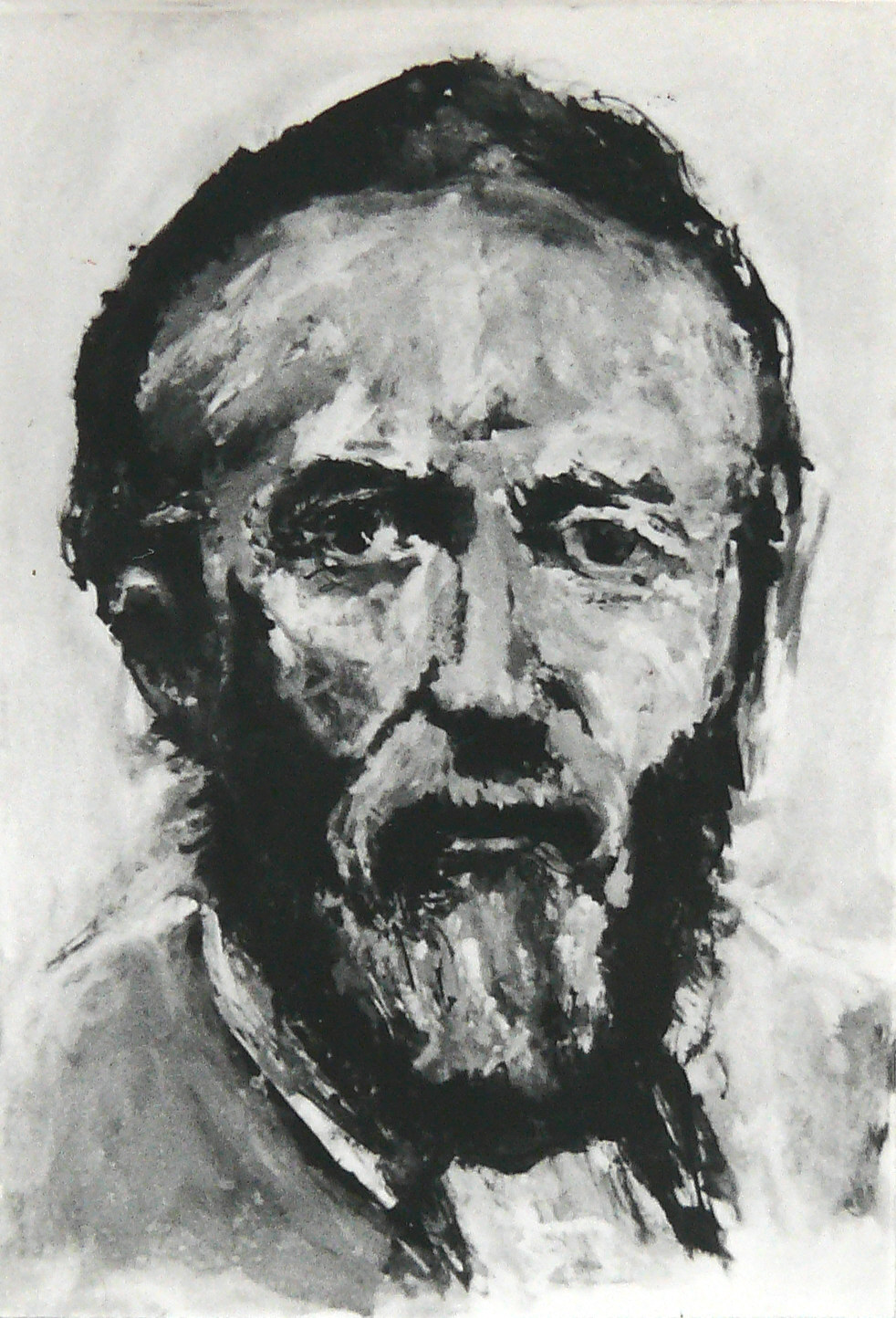
Theodor Storm, Малюнок Інго Кюля, 1980 рік

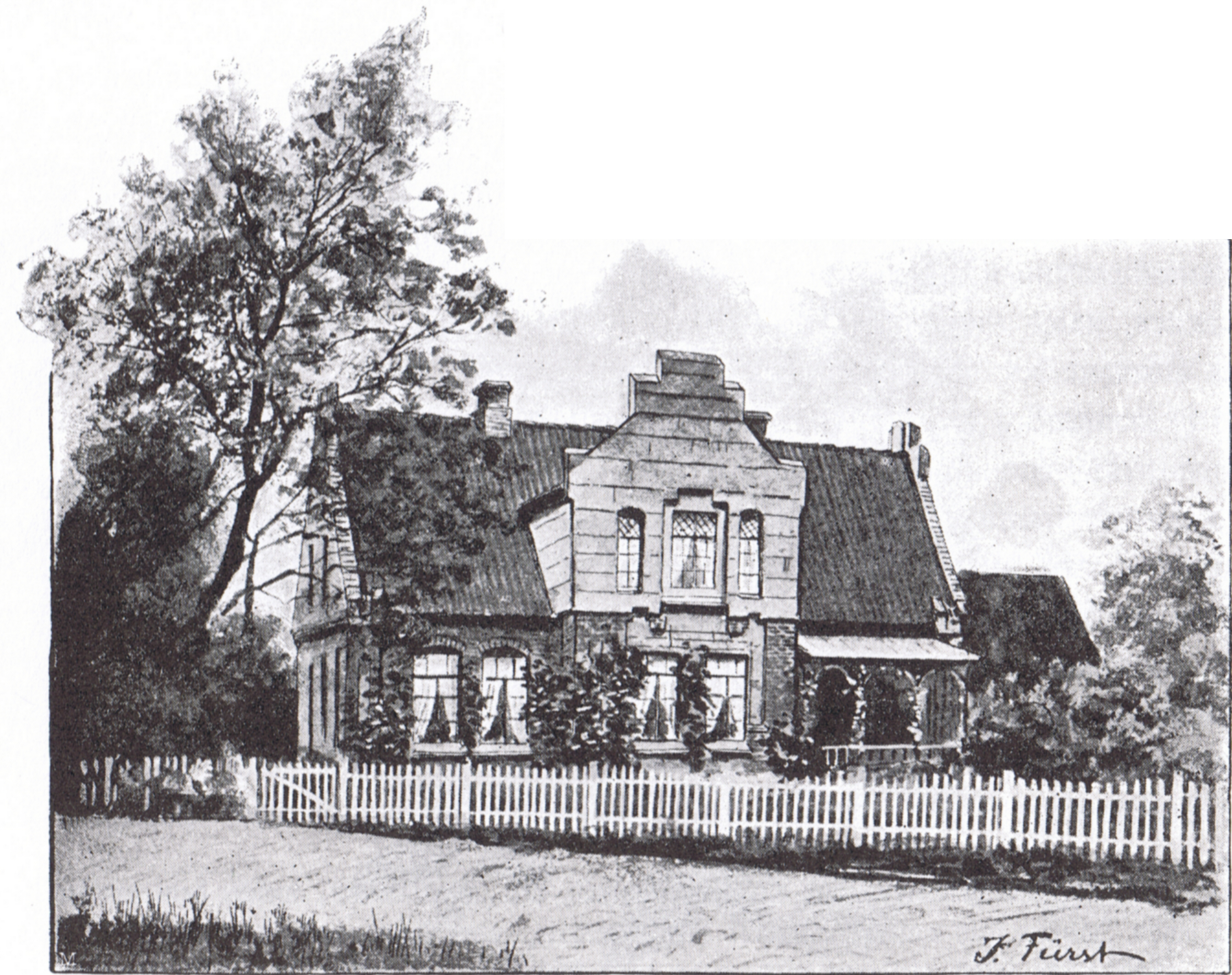
Hanerau-Hademarschen Storm-Haus, Малюнок Юліуса Фюрста, 1895 рік

Теодор Шторм (нім. Theodor Storm; 14 вересня 1817, Гузум — 4 липня 1888, Ханерау-Хадемаршен, Гольштейн) — німецький прозаїк та поет.

## Біографія
Теодор Шторм у рідному місті відвідував латинську школу, потім продовжив навчання в Любекській гімназії. Обрав напрям юриспруденції, вступив до Кільського університету, потім вивчав право в Берлінському університеті. У 1843—1853 в рідному місті починає юридичну практику.
Шторм був патріотом рідного краю. Шлезвіг з Гольштейном були пов'язані з Данським королівством на умовах особистої унії, входячи в той же час в Німецький союз. Данський король намагався в новій конституції закріпити невід'ємність Шлезвіга від Данської держави, що було сприйнято населенням (переважно — німцями) як посягання на свою культурну й політичну автономію. Результатом стало повстання в герцогствах і наступна Дансько-прусська війна, Пруссія виступила в ній захисником прав німецького населення.
Шторм після поразки військ повсталих і відновлення статус-кво переїжджає в знак протесту в Пруссію.
Тільки в 1865 році (Данська війна 1864 р.) Шлезвіг здобув незалежність від Данського королівства, увійшовши, проте, майже відразу в склад Пруссії. Теодор Шторм нарешті зміг повернутися на Батьківщину.
Він працював аж до 1880 в судовій системі.

## Творче життя
Лірику Шторма, яка багато в чому продовжує романтичні традиції, відрізняє безпосередність та щирість почуття, музичність, фольклорна основа. Головні її теми — любов, мистецтво, природа Шлезвіг-Гольштейна, багато віршів присвячені історичному минулому рідного краю.
Новелістика Шторма пройшла визначений шлях розвитку: від ранніх «новел настрою» («Іммензеє», «Ангеліка») Шторм приходить в 1870-80 рр. до «новел дії». Соціальна проблематика пізніх, художньо найбільш досконалих новел Шторма («Ганс і Гайнц Кірх») свідчить про посилення реалістичних та антибуржуазних тенденцій в його творчості. Теми мистецтва («Поле-Кукольник») й історичного минулого («Рената»), пов'язані з основною для всієї творчості Шторма теми загибелі патріархального укладу. Найвище художнє надбання Шторма — новела «Вершник на білому коні».

## Відомі твори
- Gedichte (Вірші), 1852
- Der Schimmelreiter («Вершник на білому коні»), 1888
- Aquis submerses («Поглинання водами»), 1876
- Immensee («Імензее»), 1852

## Переклади українською мовою
- Сторм Т. Юрчик Мандрівник. Авґсбурґ : Накладом Гуртівні Паперу, 1947. 16 с.